# Incident (ICT)
Een incident is in de ICT een ongeplande verstoring in de dienstverlening waardoor de te verwachten service in zijn geheel of gedeeltelijk is verdwenen of dreigt te verminderen. Volgens ITIL wordt een incident aangemeld door de Helpdesk of Servicedesk. De incidentcoördinator monitort de doorlooptijd van de openstaande incidenten gedurende het proces van registratie tot afsluiten van het incident.
Een voorbeeld van een incident is een printer die niet meer werkt. Het resetten van een wachtwoord voor het netwerk of applicatie is geen incident, maar een change. Dit wordt meestal geclassificeerd als een standaard change die een servicedesk geacht wordt om uit te voeren.

## Urgentie, impact en severity
Bij de registratie van een incident bepaalt de helpdeskmedewerker of de servicedeskmedewerker de Urgentie en impact van het incident en daarmee de severity. Wanneer de impact en de urgentie laag zijn, zal er een lage severity gelogd worden, terwijl wanneer zowel de urgentie als de impact hoog zijn, dan zal de severity ook hoog zijn. Wanneer een van de twee hoog is en de ander is laag, dan zal het incident ook een lage severity krijgen.